# ヴァテモ・ラヴォウヴォウ
ヴァテモ・ラヴォウヴォウ（Vatemo Ravouvou、1990年7月31日 - ）は、フィジーのラグビー選手。

## プロフィール
- オーストラリア出身[1]。
- ポジションはスタンドオフ(SO)、フルバック(FB)。
- 身長 178cm、体重 85kg
- リオ五輪の7人制フィジー代表に選ばれ金メダルを獲得[2]。

## 略歴
シドニーラムズを経て、2019年、ユタ・ウォリアーズに加入。